# The Cheat
The Cheat és una pel·lícula dramàtica de cinema mut dirigida per Cecil B. DeMille, rodada i estrenada als Estats Units l'any 1915. El 1993, el National Film Registry de la Biblioteca del Congrés dels Estats Units la va seleccionar per a la seva preservació degut al seu interès cultural, històric o estètic.

## Argument
Un corredor de borsa, Richard Hardy, aposta tots els seus diners en una inversió arriscada i quan torna a casa, li demana a la seva esposa Edith que deixi de gastar tants diners i que retorni un car vestit que ella ha comprat. Justament unes hores després, Edith aconsegueix recaptar 10.000 dòlars en una recapta de la Creu Roja gràcies a la donació de Hishuru Tori, un extravagant home de negocis japonès amb qui flirteja. Al final de la celebració, ella se'n duu els diners a casa, com a tresorera.
Més tard, en una festa, un amic li diu que el seu marit Richard ha fet una molt mala inversió i que perdrà tots els seus diners apostant per l'empresa equivocada, i ella veient el seu futur miserable, decideix prendre els 10.000 dòlars per invertir seguint el consell del seu amic, que li assegura que doblarà la quantitat.
Quan perd els diners i veu desesperada que els ha de retornar, s'imagina les portades dels diaris acusant-la de robatori i mentre està angoixada i en shock, apareix Hishuru Tori, que li fa un taló a canvi de la promesa de relacions sexuals.
Afortunadament, Richard Hardy encerta amb la inversió i guanya molts diners, Edith veu que pot rebutjar la promesa de Tori i va a casa d'ell per tornar-li el taló. Tori no accepta el nou tracte i en una baralla li marca l'esquena amb un ferro roent mentre li diu que és de la seva propietat, la baralla acaba amb Tori ferit d'un tret i amb Richard entrant en l'escena i tocant la pistola i el ferit ple de sang. Richard serà acusat però en el tribunal Edith confessa i ensenya la marca del ferro en la seva esquena, aconseguint la clemència dels jutges.

## Repartiment
- Fannie Ward: Edith Hardy
- Sessue Hayakawa: Hishuru Tori (versió original) / Haka Arakau (re-estrena del 1918)
- Jack Dean: Richard Hardy
- James Neill: Jones
- Yutaka Abe: Tori's Valet
- Dana Ong: District Attorney
- Hazel Childers: Mrs. Reynolds
- Arthur H. Williams: Jutge
- Raymond Hatton: espectador al jutjat

## Crítica i recepció
La crítica va enaltir la pel·lícula, que es va convertir en un èxit de públic des de la seva estrena. El crític i director de cinema Louis Delluc va definir aquesta pel·lícula com "el primer film que mereix aquest nom" i el també director René Clair la va qualificar com "el triomf del cinema sobre el teatre".
El compositor Paul Souday va escriure una òpera basant-se en la pel·lícula

## Interès i novetat del film
The cheat s'inscriu ja en el Mode de representació institucional i és pionera del cinema clàssic que ja entendrà la representació cinematogràfica conforme uns codis i un llenguatge definits.
Per primera vegada el cinema inclou el conflicte psicològic en diverses parts de la pel·lícula. Quan la protagonista s'adona que ha perdut una gran quantitat ingent de diners dels que era responsable, s'imagina les possibles portades del diari que apareixen sobreposades en una part de la pantalla, il·lustrant les repercussions del seu acte i fent més patent la seva angoixa, que també apareixia potenciada per l'ús dels primers plans del rostre.
DeMille utilitza la il·luminació artificial amb creativitat, aconseguint ombres dramàtiques, siluetes i inclús creant metàfores visuals com les ombres d'un enreixat durant la baralla que avancen el que passarà uns minuts més tard.
La frontalitat i la horitzontalitat, típica dels films de l'època, desapareix aquí, on la càmera se situa angulada i sovint s'inclina sobre els personatges.
DeMille accentua la continuïtat de les escenes, posant especial cura en el raccords i jugant amb els personatges que entren, surten i tornen a entrar en les escenes respectant la posició i els raccords de situació.

## Curiositats
La pel·lícula es va estrenar originalment l'any 1915 amb l'actor Sessue Hayakawa fent el personatge de Hishuru Tori, el japonès que presta els diners i fereix la protagonista amb un ferro roent, tot i que en la seva reestrena de l'any 1918, es va canviar el nom i la nacionalitat del personatge degut a les protestes de l'Associació japonesa de Califòrnia del Sud.